# Rémi Laurent
Rémi François Simon Laurent, (Paris, 12 de Outubro de 1957 – Paris, 14 de Novembro de 1989),  foi um ator francês; famoso por suas atuações em À nous les petites Anglaises e La Cage aux folles(A Gaiola das Loucas) - original de 1978.

## Biografia
Remi Laurent nasceu em Paris, em 12 de Outubro de 1957, filho de Louis Laurent, um engenheiro agrônomo e Nicole, uma enfermeira. Sua carreira no cinema iniciou-se em 1976, com o filme À nous les petites Anglaises, como Alain estendeu-se por 11 anos até 1987, com o curta-metragem La Princesse surgelé. Laurent, notabilizou-se por suas atuações em À nous les petites Anglaises e em La Cage Aux Folles, como o filho Laurent Baldi - posteriormente refilmado por Mike Nichols nos Estados Unidos em 1996 com o título The Birdcage, estrelando Robin Williams, Nathan Lane e Dan Futterman - que encenou o papel original de Laurent. 
Remi interrompeu sua carreira em 1987 ao contrair o vírus do HIV. O tratamento, contudo, não surtiu efeito e ele nunca se recuperou. Contabilizou 13 filmes e 13 curta-metragens em seus 11 anos de carreira.
Faleceu em 14 de Novembro de 1989, aos 32 anos, vítima de doenças relacionadas à AIDS .

## Filmografia
- La Princesse surgelée (1987) - curta-metragem
- Grand Khalife dans la quatrième (1986) - curta-metragem, direção própria
- J'aimerais tant voir Syracuse (1986) - curta-metragem
- Verdun année 1916 (1986) - curta-metragem
- Black Mic Mac (1986) - Inspetor adjunto
- L'Abygène d'Anne Bocrie (1985) - curta-metragem
- Douce France (1985) - curta-metragem
- Trois balcons pour Juliette (1983) - curta-metragem
- La Combine de la girafe (1983) - curta-metragem
- Le Cadeau (1982) - Laurent
- Une glace avec deux boules ou je le dis à maman (1982) - Bernard
- Haute Fréquence (1982) - curta-metragem
- L'Homme nuage (1982) - curta-metragem
- Les Plouffe (1981) - Denis Boucher
- La Cassure (1981)
- Tous vedettes (1980) - Laurent
- C'est dingue... mais on y va (1979) - Nicolas
- La Cage aux folles(A Gaiola das Loucas) (1978) - Laurent Baldi
- Les Seize ans" (1978)
- Arrête ton char... bidasse! (1977) - Francis
- Dis bonjour à la dame (1977) - David Ferry
- Carole (1977) - curta-metragem
- À nous les petites Anglaises (1976) - Alain